# ادینگتون هایلندز

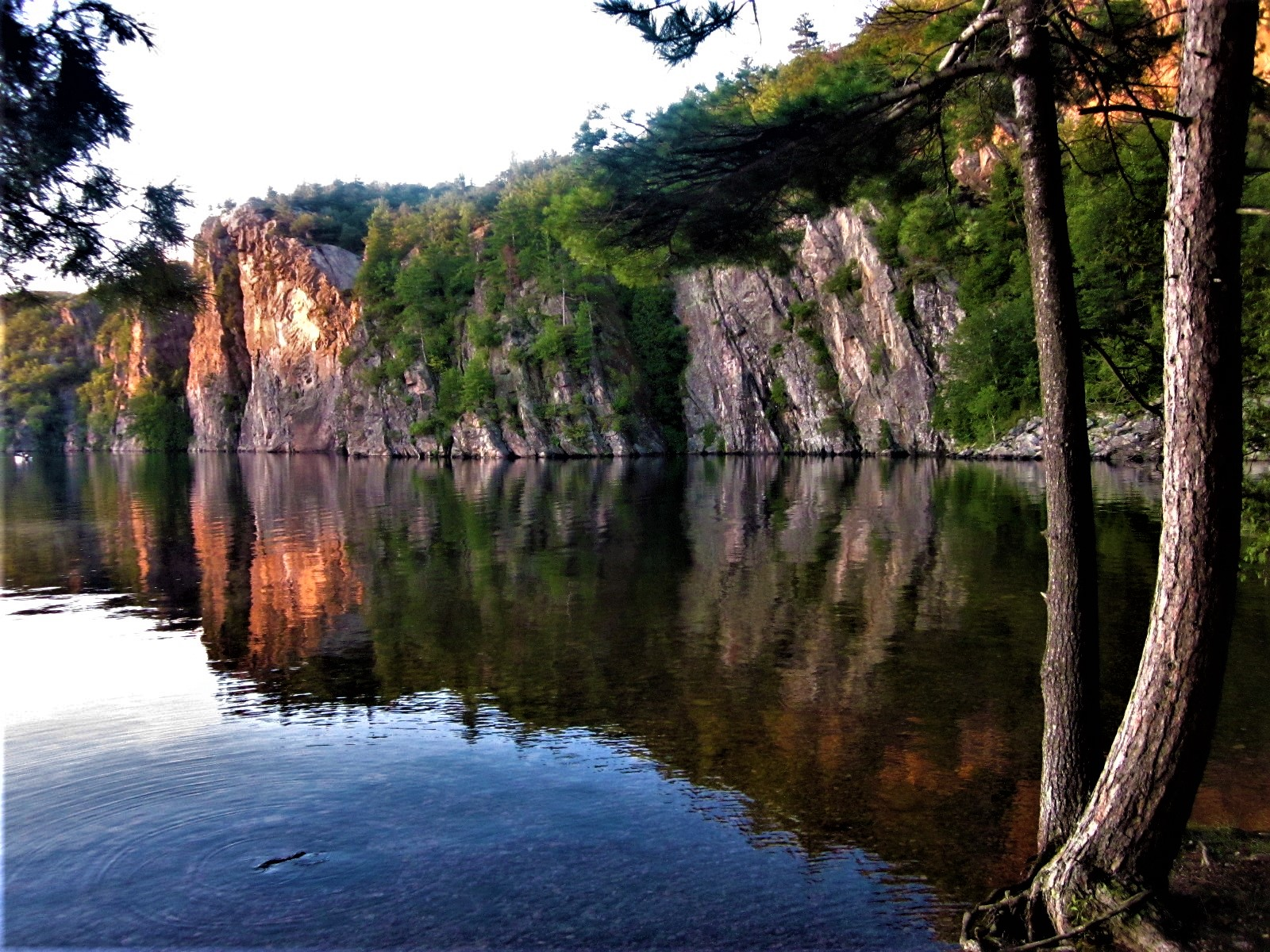
پارک استانی بون اکو در ادینگتون هایلندز

ادینگتون هایلندز (به انگلیسی: Addington Highlands) یک Lower-tier municipalities در کانادا است که در انتاریو واقع شده‌است.

## خصوصیات
ادینگتون هایلندز ۲٬۵۳۲ نفر جمعیت دارد.